# Lomanoxia ituensis
Lomanoxia ituensis är en skalbaggsart som beskrevs av Zdzisława Stebnicka 1999. Lomanoxia ituensis ingår i släktet Lomanoxia och familjen Aphodiidae. Inga underarter finns listade i Catalogue of Life.